# 1907年清朝饥荒

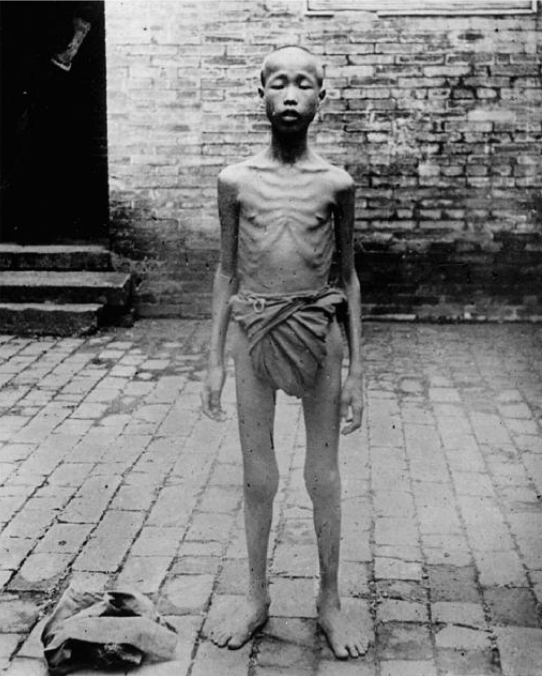

1907年清朝饥荒，是清朝末年中国北方一场饥荒，
波及地区包括安徽、河南和江苏。饥荒是因1906年暴雨造成的，此次暴雨是40年来最严重的降雨，多人受灾。